# Autostrada A10 (Romania)
L'autostrada A10, chiamata anche Autostrada Sebeș–Turda, è un'autostrada della Romania che mette in comunicazione l'A1 e la A3. L'autostrada A10 ha origine dall'autostrada A1 nei pressi di Sebes, e raggiunge la A3 a sud di Turda passando da Alba Iulia e Aiud. Ha una lunghezza totale di circa 70 Km ed è costata €420 milioni, di cui l'85% erano fondi europei, ed il rimanente 15% fondi statali.

## Storia
Il progetto è stato diviso in quattro lotti con l'aggiudicazione della gare nel dicembre del 2013. I lotti 3 e 4 sono stati avviati nel maggio del 2014 mentre i lotti 1 e 2 nel 2015. Il 30 luglio del 2018 fu inaugurato un primo tratto di 26,4 km tra Turda ed Aiud. Il 3 dicembre 2020 fu aperto al traffico la parte meridionale dell'autostrada da Sebeș ad Alba Iulia Nord (14,8 km) ed il 30 novembre 2021 fu inaugurata la parte finale tra Abla Iulia ed Aiud di 28,8 km.

### Tabella Lotti
| Nr | Lotto                      | Lunghezza | Ditta appaltatrice                                        | Costo           |
| -- | -------------------------- | --------- | --------------------------------------------------------- | --------------- |
| 1  | A1 Sebes - Alba Iulia Nord | 17,0 km   | Pizzarotti & Pomponio Construcții SRL                     | 541,739,137 lei |
| 2  | Alba Iulia Nord - Aiud     | 24,3 km   | Aktor SA & Euroconstruct Trading '98 SRL                  | 549,332,493 lei |
| 3  | Aiud - Decea               | 12,5 km   | Tirrena Scavi SpA e Società Italiana per Condotte d'Acqua | 420,511,921 lei |
| 4  | Decea - Turda A3           | 16,3 km   | Porr Construct SRL e Porr Bau GmbH                        | 470,004,894 lei |

## Tabella percorso
| Autostrada A10 Sebeș-Turda |      |                                  |      |      |           |                |
| Nr                         | Tipo | Indicazione                      | ↓km↓ | ↑km↑ | Distretto | Strada europea |
| 1                          |      | Autostrada A1 Sebeș Nord         | 0,0  | ..   | Alba      |                |
| -                          |      | Area di parcheggio               | ..   | ..   | Alba      |                |
| 2                          |      | Alba Iulia Sud                   | ..   | ..   | Alba      |                |
| 3                          |      | Alba Iulia Nord                  | ..   | ..   | Alba      |                |
| -                          |      | Area di servizio                 | ..   | ..   | Alba      |                |
| 4                          |      | Teiuș - Blaj                     | ..   | ..   | Alba      |                |
| 5                          |      | Aiud                             | ..   | ..   | Alba      |                |
| -                          |      | Area di parcheggio               | ..   | ..   | Alba      |                |
| 6                          |      | Unirea - Ocna Mureș              | ..   | ..   | Alba      |                |
| -                          |      | Inversione di marcia (dir. Nord) | ..   | ..   | Alba      |                |
| -                          |      | Area di parcheggio               | ..   | ..   | Alba      |                |
| -                          |      | Inversione di marcia (dir. Sud.) | ..   | ..   | Alba      |                |
| 7                          |      | Turda Autostrada A3              | 70,1 | ..   | Cluj      |                |